# Austrogomphus ochraceus
Austrogomphus ochraceus är en trollsländeart som först beskrevs av Selys 1869.  Austrogomphus ochraceus ingår i släktet Austrogomphus och familjen flodtrollsländor. IUCN kategoriserar arten globalt som livskraftig. Inga underarter finns listade i Catalogue of Life.

## Bildgalleri

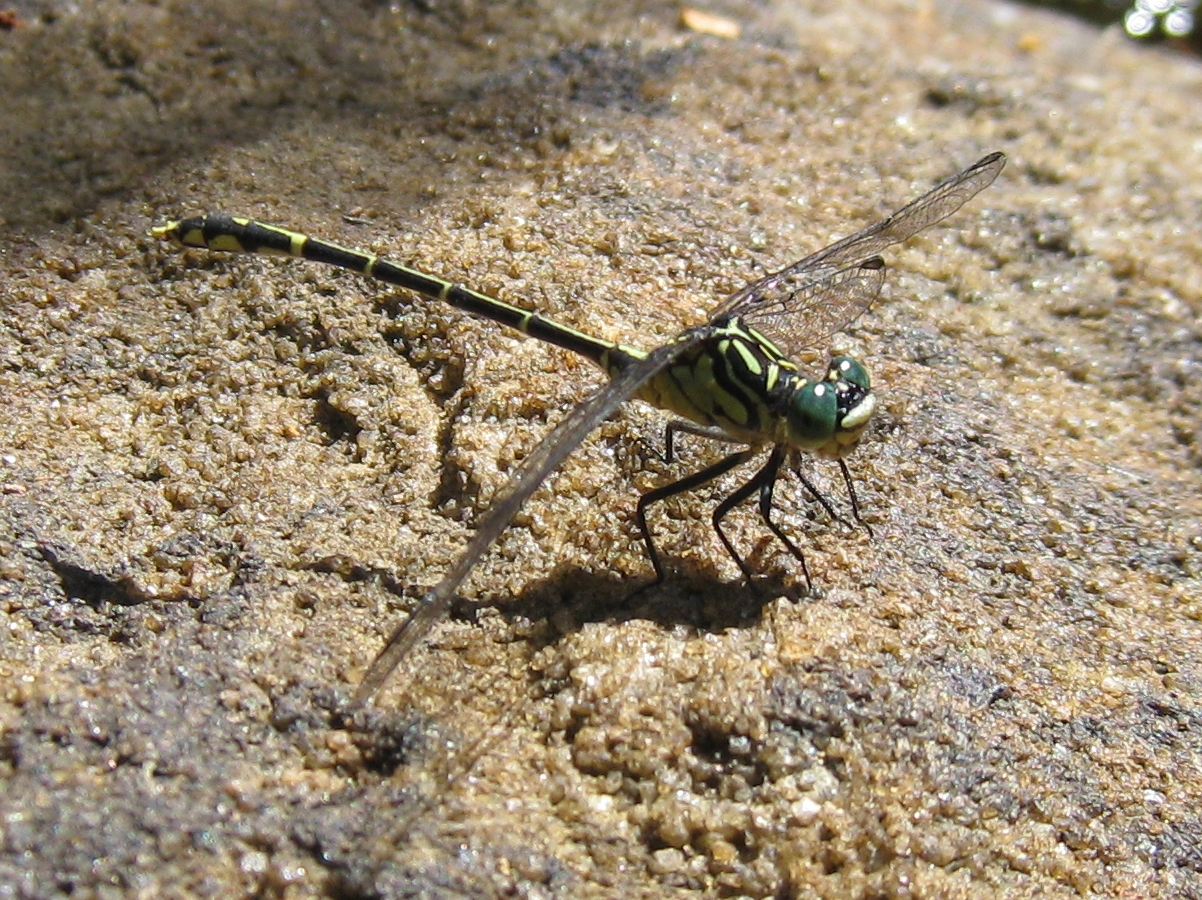
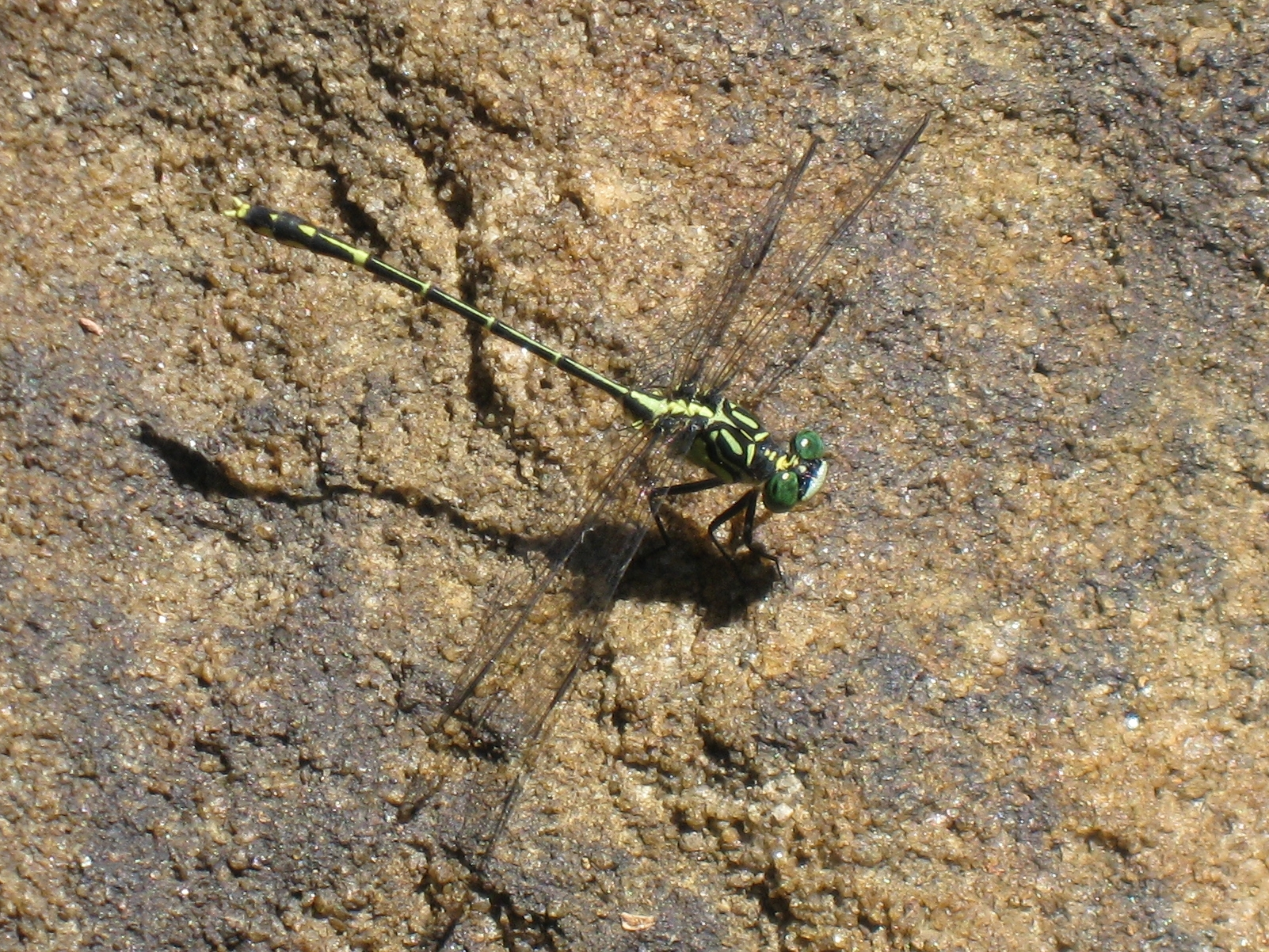